# 山崎完
山崎 完（やまざき ひろし、1914年4月28日 - 2003年3月2日）は、日本の経営者。住友林業社長を務めた。

## 経歴
東京都出身。1939年に東京帝国大学法学部法律学科を卒業し、同年に住友鉱業(のちの住友金属鉱山)に入社。1965年11月に取締役、1969年6月には常務を歴任。
1972年に住友林業に転じ、専務を経て、1974年11月に社長に就任し、1984年12月に会長、1993年6月に取締役相談役、1994年6月に取締役を歴任した。日本木造住宅産業協会会長も務めた。
1990年11月に勲二等瑞宝章を受章。
2003年3月2日、がん性悪液質のために死去。88歳没。